# Furacão Juan
Furacão Juan foi um furacão que esteve ativo entre 24 a 29 de setembro de 2003, foi considerado de categoria 2 pela Escala de Furacões de Saffir-Simpson com ventos de 105 mph (170 km/h).
Juan causou estrago em Nova Escócia e na Ilha do Príncipe Eduardo no litoral Atlântico do Canadá. Juan foi o pior desastre desde o Desastre de Escuminac que matou 35 pescadores no Golfo de São Lourenço no dia 20 de junho de 1959.
O furacão causou 8 mortes e 300 milhões de dólares de prejuízos.